# Fort Tinkas
Die Fort Tinkas war eine Festung der Schutztruppe bei der Blutkuppe in Deutsch-Südwestafrika, dem heutigen Namibia. Es soll vor allem den Zugang zu den nahegelegenen Quellen Groß- und Klein-Tinkas und den Handelsweg zwischen der Südatlantikküste und dem Inland gesichert haben.
Heute erinnern noch Gräber von Angehörigen der Schutztruppe an den Ort.